# Julien Jousse
Julien Jousse (ur. 21 stycznia 1986 w St. Raphael) – francuski kierowca wyścigowy.

## Kariera

### Formuła Ford
Julien karierę rozpoczął w roku 1997, od startów w kartingu. W 2002 roku przeszedł do wyścigów samochodów jednomiejscowych, debiutując w Formule Ford Kent. W kolejnym sezonie ścigał się we francuskim odpowiedniku tej serii. Zmagania w niej zakończył na 9. miejscu.

### Formuła Renault
W latach 2004–2006 Jousse brał udział we Francuskiej Formule Renault. Najlepiej spisał się w ostatnim roku startów, kiedy to zajął 3. pozycję, w ogólnej punktacji. Poza tym w sezonach 2005–2006 wziął udział łącznie w ośmiu rundach europejskiego cyklu. Wystąpiwszy w sześciu w pierwszym podejściu, rywalizację ukończył na 21. lokacie.
W roku 2007 awansował do Formuły Renault 3.5, w której ścigał się w barwach ekipy Tech 1 Racing. Stanąwszy trzykrotnie na podium, zmagania zakończył na 10. miejscu. W kolejnym sezonie ponownie reprezentował francuski zespół. Równa i konsekwentna jazda zaowocowała tytułem wicemistrzowskim. W tym czasie sześciokrotnie meldował się w pierwszej trójce, z czego dwa razy na najwyższym stopniu.

### Formuła 2
W 2009 roku Francuz, będąc sponsorowanym przez MotorSport Vision, zaangażował się w nowo powstałą Formułę 2. W ciągu szesnastu wyścigów, dziesięć razy dojeżdżał na punktowanych lokatach, z czego czterokrotnie na podium. Największy sukces odniósł podczas pierwszego wyścigu, na brytyjskim torze Donington Park, gdzie sięgnął po pole position, a dzień później po zwycięstwo. Ostatecznie zdobyte punkty pozwoliły Julienowi zająć w klasyfikacji końcowej 5. pozycję.

### Superleague Formula
W sezonie 2009 Jousse wziął udział w dwóch ostatnich rundach serii Superleague Formula (na Monzy oraz w Jaramie). Już w pierwszym wyścigu stanął na najniższym stopniu podium. W pozostałych zmaganiach nie zdobył jednak punktów. W ten sposób pomógł AS Romie zająć w klasyfikacji 13. miejsce.
W kolejnym roku startów reprezentował włoski klub w całym sezonie (tylko w ostatniej rundzie zastąpił go Hiszpan Máximo Cortés). W ciągu sezonu czterokrotnie mieścił się w pierwszej trójce, z czego raz zwyciężył (w drugim wyścigu w Belgii). Uzyskane punkty sklasyfikowały jego klub na 8. pozycji.

### Le Mans
Od sezonu 2009 Francuz startuje w barwach ekipy Luc Alphand Aventures, w serii wyścigów długodystansowych – Le Mans Series – w klasie GT1. W pierwszym roku startów, we wszystkich trzech wyścigach, w których wziął udział, stanął na podium, w tym raz na pierwszym miejscu. Ostatecznie rywalizację ukończył na 4. lokacie. W kolejny sezonie wziął udział w jednym wyścigu. Zdobyte punkty sklasyfikowały go na 8. pozycji.
Oprócz tego Julien (również w tej klasie) brał też udział w 24-godzinnym wyścigu Le Mans. W pierwszym podejściu zajął świetne 2. miejsce. W drugim zmagań nie ukończył.

### FIA GT1
W roku 2010 Jousse wystartował w dwóch wyścigach mistrzostw świata samochodów sportowych – FIA GT1 – wraz z zespołem Mad-Croc Racing. Podczas jednego z nich uzyskał najszybsze okrążenie wyścigu. Prowadził wówczas Chevroleta Corvette Z06.

### Statystyki
| Sezon | Seria                                                                     | Zespół                       | Wyścigi | Zwycięstwa | PP | NO | Podium | Punkty | Pozycja |
| ----- | ------------------------------------------------------------------------- | ---------------------------- | ------- | ---------- | -- | -- | ------ | ------ | ------- |
| 2002  | Formuła Ford Kent                                                         | Maion Racing                 | 3       | 1          | 1  |    | 3      |        |         |
| 2003  | Francuska Formula Ford                                                    | Pegasus Racing               |         |            |    |    |        | 54     | 9       |
| 2004  | Francuska Formuła Renault                                                 | Hexis Racing                 | 13      | 0          | 0  | 1  | 1      | 36     | 14      |
| 2005  | Francuska Formuła Renault                                                 | SG Formula                   | 16      | 1          | 1  | 3  | 3      | 70     | 6       |
|       | Europejska Formuła Renault                                                | SG Formula                   | 6       | 0          | 0  | 0  | 0      | 12     | 21      |
| 2006  | Francuska Formuła Renault                                                 | SG Formula                   | 13      | 1          | 1  | 4  | 4      | 89     | 3       |
|       | Europejska Formuła Renault                                                | SG Formula                   | 2       | 0          | 0  | 0  | 0      | 0      | NS      |
| 2007  | Formuła Renault 3.5                                                       | Tech 1 Racing                | 17      | 0          | 1  | 1  | 3      | 62     | 10      |
| 2008  | Formuła Renault 3.5                                                       | Tech 1 Racing                | 17      | 1          | 0  | 2  | 6      | 106    | 2       |
| 2009  | Formuła 2                                                                 | MotorSport Vision            | 16      | 1          | 1  | 2  | 4      | 49     | 5       |
| 2009  | Superleague Formula                                                       | A.S. Roma                    | 6       | 0          | 0  | 0  | 1      | 211    | 13      |
| 2009  | 24h Le Mans                                                               | Luc Alphand Aventures        | 1       | 0          | 0  | 0  | 0      | 0      | 16      |
| 2010  | FIA GT1 World Championship                                                | Mad-Croc Racing              | 2       | 0          | 0  | 0  | 0      | 0      | 46      |
| 2010  | Superleague Formula                                                       | A.S. Roma                    | 9       | 0          | 0  | 0  | 1      | 145    | 6       |
| 2010  | 24h Le Mans                                                               | Luc Alphand Aventures        | 1       | 0          | 0  | 0  | 0      | 0      | NS      |
| 2011  | Le Mans Series – LMP1                                                     | Pescarolo Sport              | 5       | 2          | 0  | 0  | 2      | 50     | 1       |
| 2011  | 24h Le mans – LMP1                                                        | Pescarolo Sport              | 1       | 0          | 0  | 0  | 0      | 0      | NS      |
| 2011  | Blancpain Endurance Series – GT3 Pro Cup                                  | SOFREV – ASP                 | 4       | 0          | 0  | 0  | 0      | 17     | 20      |
| 2011  | Intercontinental Le Mans Cup – LMP1                                       | Pescarolo Team               | 4       | 0          | 0  | 0  | 0      | 0      | NS      |
| 2011  | Belcar Endurance Championship                                             | W Racing Team                | 1       | 0          | 0  | 0  | 0      | 11     | 39      |
| 2011  | Belcar – GT3                                                              | W Racing Team                | 1       | 0          | 0  | 0  | 0      | 4      | 19      |
| 2012  | European Le Mans Series – LMP2                                            | Status GP                    | 1       | 0          | 0  | 0  | 0      | 0      | NS      |
| 2012  | FIA World Endurance Championship – LMP1                                   | Pescarolo Team               | 1       | 0          | 0  | 0  | 1      | 0      | NS†     |
| 2012  | FIA World Endurance Championship – LMP2                                   | Status GP                    | 1       | 0          | 0  | 0  | 0      | 0      | NS      |
| 2012  | NASCAR K&N Pro Series – West                                              |                              | 1       | 0          | 0  | 0  | 0      | 20     | 81      |
| 2012  | FIA World Endurance Championship                                          | Pescarolo Team               |         |            |    |    |        | 10     | 28      |
| 2012  | FIA World Endurance Championship                                          | Status GP                    |         |            |    |    |        | 10     | 28      |
| 2013  | FIA GT Series – Pro-Am                                                    | BMW Sports Trophy Team India | 2       | 0          | 0  | 0  | 1      | 7      | 20      |
| 2013  | ARCA Racing Series                                                        | David Leiner Racing          | 1       | 0          | 0  | 0  | 0      | 30     | 140     |
| 2013  | V de V Michelin Endurance Series – Challenge Endurance GT/Tourisme V de V | AB Sport Auto                | 4       | 0          | 0  | 0  | 0      | 13     | 32      |
| 2013  | V de V Endurance GT Tourisme – GTV2                                       | AB Sport Auto                | 4       | 1          | 0  | 0  | 1      | 15     | 16      |
| 2013  | Mitjet 2L Supersport                                                      | AB Sport Auto                | 4       | 0          | 0  | 0  | 4      | 0      | NS†     |

† – Jousse nie był zaliczany do klasyfikacji.

## Wyniki w Formule Renault 3.5
| Legenda oznaczeń w tabelach wyników Wyświetl szablon na nowej stronie | Legenda oznaczeń w tabelach wyników Wyświetl szablon na nowej stronie                                                                     |
| Oznaczenie                                                            | Wyjaśnienie |
| --------------------------------------------------------------------- | --- |
| Złoty                                                                 | Zwycięzca lub mistrzostwo |
| Srebrny                                                               | 2. miejsce lub wicemistrzostwo |
| Brązowy                                                               | 3. miejsce lub II wicemistrzostwo |
| Zielony                                                               | Ukończył, punktował (w klasyfikacji generalnej, gdy zdobył co najmniej jeden punkt na przestrzeni sezonu, poza trzema powyższymi opcjami) |
| Niebieski                                                             | Ukończył, nie punktował (w klasyfikacji generalnej, gdy nie zdobył co najmniej jednego punktu na przestrzeni sezonu)                      |
| Czerwony                                                              | Nie zakwalifikował się (NZ) |
| Czerwony                                                              | Nie prekwalifikował się (NPK) |
| Różowy                                                                | Nie ukończył (NU) |
| Różowy                                                                | Niesklasyfikowany (NS) (w klasyfikacji generalnej, gdy nie został sklasyfikowany w żadnym wyścigu sezonu)                                 |
| Czarny                                                                | Zdyskwalifikowany (DK) |
| Czarny                                                                | Wykluczony (WYK/EX) |
| Biały                                                                 | Nie wystartował (NW) |
| Biały                                                                 | Kontuzjowany (K/INJ) |
| Biały                                                                 | Wyścig odwołany (OD/C) |
| Bez koloru                                                            | Został wycofany (WYC/WD) |
| Bez koloru                                                            | Nie przybył (NP/DNA) |
| Bez koloru                                                            | Nie brał udziału w treningach (NT/DNP) |
| Bez koloru                                                            | Nie został zgłoszony (–) |
| Pogrubienie                                                           | Start z pole position |
| Kursywa                                                               | Najszybsze okrążenie wyścigu |
| †                                                                     | Nie ukończył, ale jego rezultat został zaliczony ze względu na przejechanie więcej niż 90% dystansu wyścigu.                              |
| *                                                                     | Sezon w trakcie |
| 1/2/3                                                                 | Punktowana pozycja w sprincie kwalifikacyjnym                                                                                             |
| Lista systemów punktacji Formuły 1                                    | |

| Rok  | Zespół        | Wyniki w poszczególnych eliminacjach | Wyniki w poszczególnych eliminacjach | Wyniki w poszczególnych eliminacjach | Wyniki w poszczególnych eliminacjach | Wyniki w poszczególnych eliminacjach | Wyniki w poszczególnych eliminacjach | Wyniki w poszczególnych eliminacjach | Wyniki w poszczególnych eliminacjach | Wyniki w poszczególnych eliminacjach | Wyniki w poszczególnych eliminacjach | Wyniki w poszczególnych eliminacjach | Wyniki w poszczególnych eliminacjach | Wyniki w poszczególnych eliminacjach | Wyniki w poszczególnych eliminacjach | Wyniki w poszczególnych eliminacjach | Wyniki w poszczególnych eliminacjach | Wyniki w poszczególnych eliminacjach | Punkty | Pozycja |
| ---- | ------------- | ------------------------------------ | ------------------------------------ | ------------------------------------ | ------------------------------------ | ------------------------------------ | ------------------------------------ | ------------------------------------ | ------------------------------------ | ------------------------------------ | ------------------------------------ | ------------------------------------ | ------------------------------------ | ------------------------------------ | ------------------------------------ | ------------------------------------ | ------------------------------------ | ------------------------------------ | ------ | ------- |
| 2007 | Tech 1 Racing | ITA                                  | ITA                                  | DEU                                  | DEU                                  | MON                                  | HUN                                  | HUN                                  | BEL                                  | BEL                                  | GBR                                  | GBR                                  | FRA                                  | FRA                                  | PRT                                  | PRT                                  | ESP                                  | ESP                                  | 62     | 10      |
| 2007 | Tech 1 Racing | 16                                   | 7                                    | 19                                   | NU                                   | 16                                   | 5                                    | 7                                    | 21                                   | 14                                   | 2                                    | 7                                    | 9                                    | 3                                    | 2                                    | 9                                    | 19                                   | 19                                   | 62     | 10      |
| 2008 | Tech 1 Racing | ITA                                  | ITA                                  | BEL                                  | BEL                                  | MON                                  | GBR                                  | GBR                                  | HUN                                  | HUN                                  | DEU                                  | DEU                                  | FRA                                  | FRA                                  | PRT                                  | PRT                                  | ESP                                  | ESP                                  | 106    | 2       |
| 2008 | Tech 1 Racing | 3                                    | 4                                    | NU                                   | NU                                   | 4                                    | 7                                    | 10                                   | 2                                    | 2                                    | NU                                   | 2                                    | 9                                    | 15                                   | 4                                    | 3                                    | 1                                    | 5                                    | 106    | 2       |